# Huey Lewis and the News (álbum)
Huey Lewis and the News es el álbum debut de la banda de rock norteamericana Huey Lewis and the News, que se lanzó al mercado en 1980.

## Historia
En 1979 el grupo, bajo el nombre Huey Lewis and the American Express firmó un contrato con Chrysalis Records y al final de ese año, se metieron al estudio por tres semanas bajo la producción de Bill Schnee.
Chrysalis no estaba de acuerdo con el nombre American Express por temor a futuras demandas de la compañía de tarjetas de crédito así que antes del lanzamiento del álbum, el nombre cambió a Huey Lewis and the News.
El álbum es en esencia rock de banda de bar, obtuvo buenas críticas en Europa y en Estados Unidos.

## Listado de canciones
Compuestas por Mario Cipollina, Johnny Colla, Bill Gibson, Chris Hayes, Sean Hopper y Huey Lewis excepto si se indica.
1. "Some of My Lies Are True (Sooner or Later)" – 3:23
2. "Don't Make Me Do It" – 2:50
3. "Stop Trying" – 3:31
4. "Now Here's You" (Cipollina, Colla, Gibson, Hayes, Hopper, Lewis, John McFee) – 4:12
5. "I Want You" (Brian Marnell) – 2:48
6. "Don't Ever Tell Me That You Love Me" - 2:53
7. "Hearts" – 2:51
8. "Trouble in Paradise" – 3:11
9. "Who Cares?" – 3:49
10. "If You Really Love Me You'll Let Me" – 1:52

## Sencillos
"Some of My Lies Are True (Sooner or Later)" fue el primer sencillo que se lanzó, su video estuvo en rotación en Nickelodeon. La cara B del sencillo fue "Don't Ever Tell Me That You Love Me". Las canciones, así como el álbum nunca llegaron a listas.
Los videos de las dos canciones fueron incluidos en la compilación de 1985 Video Hits.

## Personal
- Huey Lewis - Armónica, Voz
- Chris Hayes - guitarra, guitarra eléctrica
- Johnny Colla - guitarra, guitarra eléctrica, saxofón
- Mario Cipollina - bajo
- Bill Gibson - batería
- Sean Hopper - piano, órgano, sintetizador

## Producción
- Productor: Bill Schnee
- Ingeniero: Bill Schnee
- Ingenieros Asistentes: Bill Cooper, Kirk Butler, Tim Dennen
- Diseño: Bill Murphy, Rod Dyer
- Mezcla: Doug Sax
- Masterización: Doug Sax
- Direction Artística: Billy Bass
- Concepto de Portada: Billy Bass
- Fotografía: Ron Slenzak
- Notas: Chris Welch
- Apoderados: Bob Brown, Mark Deadman, John Burnham
- Agradecimientos: Sydney Conroy, Terry Persons, Patty Gleeson
- Tabla de surf cortesía de: Kevin Bloom

- Datos: Q6143856